# نیکولاس دی لانگ
نیکولاس دی لانگ (به انگلیسی: Nicolaas De Lange،  زادهٔ ۲۳ اوت ۲۰۰۱) یک کشتی‌گیر آزادکار اهل کشور آفریقای جنوبی است. وی سابقه حضور در المپیک ۲۰۲۴ پاریس را دارد.  